# Rerik
Rerik, officieel: Ostseebad Rerik, is een gemeente in de Duitse deelstaat Mecklenburg-Voor-Pommeren, en maakt deel uit van het Landkreis Rostock.
Rerik telt 2.169 inwoners.
De gemeente is een badplaats aan de Oostzee. Rerik heette tot 1938 Alt Gaarz.

## Delen van de gemeente Rerik
Tot de gemeente behoort:
- het stadje Rerik
- het schiereiland Wustrow
- het onbewoonde eilandje Kieler Ort, ten westen van Wustrow

- drie Ortsteile in het oosten van het gemeentegebied:
  - Blengow, 2 km ten zuidoosten van Rerik
  - Gaarzer Hof
  - Garvsmühlen
- het Ortsteil Meschendorf  in het noordoosten van het gemeentegebied, grenzend aan Kühlungsborn
- twee Ortsteile in het zuiden van het gemeentegebied:
  - Roggow, 3 km ten zuiden van Rerik
  - Russow, 5 km ten zuiden van Rerik

De zes laatstgenoemde plaatsen zijn Ortsteile van Rerik, als omschreven in artikel 2, lid 1 van de in oktober 2019 van kracht geworden versie van de hoofdgemeenteverordening (Hauptsatzung).

## Geografie, infrastructuur

Kaart Wismarer Bucht. Rerik ligt rechtsboven.

Rerik grenst in het noordwesten aan de Oostzee, en in het zuidwesten aan een haf, een inham van de Oostzee, met de naam Salzhaff. Dat water heet zo, omdat het iets zouter is dan aangrenzende delen van de Oostzee.
Rerik is per openbaar vervoer beperkt bereikbaar. Streekbusverbindingen bestaan met de plaatsen Neubukow en Kröpelin, op respectievelijk 11 en 14 km afstand. Deze plaatsen hebben stationnetjes aan een spoorlijn van Wismar naar Rostock vice versa.
Ook over de weg moet men, over de Bundesstraße 105, naar Neubukow  of Kröpelin rijden, om vandaar, noord- of noordwestwaarts, via kleinere wegen Rerik te kunnen bereiken.

## Geschiedenis
Op de locatie van Alt Gaarz woonden in de Jonge Steentijd dragers van de trechterbekercultuur (3200-2500 vóór de jaartelling). Dit blijkt uit door hen achtergelaten megalietmonumenten.
Alt Gaarz ontstond in de middeleeuwen als een Mecklenburgs vissersdorp aan de Oostzee. De oudste vermelding was in het jaar 1230. Waarschijnlijk heeft er een oude Slavische ringwal gestaan; het plaatsje kan daarnaar genoemd zijn (grad in de Slavische talen staat voor: burcht, stad). Wellicht minstens zo oud, uit de 12e eeuw, is het landgoed Roggow in het gelijknamige, 3 km ten zuiden van Alt Gaarz gelegen dorpje. Het werd tot 1945 bewoond door het oude, adellijke geslacht Von Oertzen. In 1991 wist een nazaat van de laatste landheer het goed terug te kopen. Ook bij de andere dorpjes in de huidige gemeente lagen landhuizen, die door adellijke families bewoond werden.
In 1567 werd Alt Gaarz door een grote brand bijna geheel verwoest. Het dorp was tot omstreeks 1900 een boeren- en vissersdorp. Daarna kwam het kusttoerisme naar de Oostzeestranden op. Tot op de huidige dag is dit de belangrijkste pijler van de lokale economie.
Tussen 1621 en 1803 maakte Alt Gaartz de meeste tijd deel uit van het  Hertogdom Mecklenburg-Schwerin.
In 1938  werd Alt Gaarz omgedoopt in Rerik. In dat jaar werd de plaats ook tot stad uitgeroepen. De nazi's wilden de plaats naar een verloren gegane handelsnederzetting Reric van de Germaanse Vikingen noemen. In die tijd geloofde men, dat Reric bij Alt Gaarz lag. Inmiddels is uit archeologisch onderzoek gebleken, dat de Viking-nederzetting Reric van 735 tot rond 811 heeft bestaan, en dat het bij het huidige dorpje Groß Strömkendorf, gemeente Blowatz lag, circa 18 km ten zuidwesten van de huidige badplaats Rerik.
In de Tweede Wereldoorlog was er een krijgsgevangenenkamp, waar in 1944 en 1945 46 Russische gevangenen omkwamen door de slechte behandeling door de Duitse bewakers en door ziektes.
Na de oorlog richtte de regering van de DDR in Rerik enige socialistische, door vakbonden aangestuurde, vakantieoorden in. Op campings e.d. brachten in 1963 circa 16.000 DDR-burgers hun vakantie door. Na de val van de Muur, in 1991, begon men met een stadsherstelproject om het centrum van Rerik te verfraaien en moderniseren.

## Schiereiland Wustrow

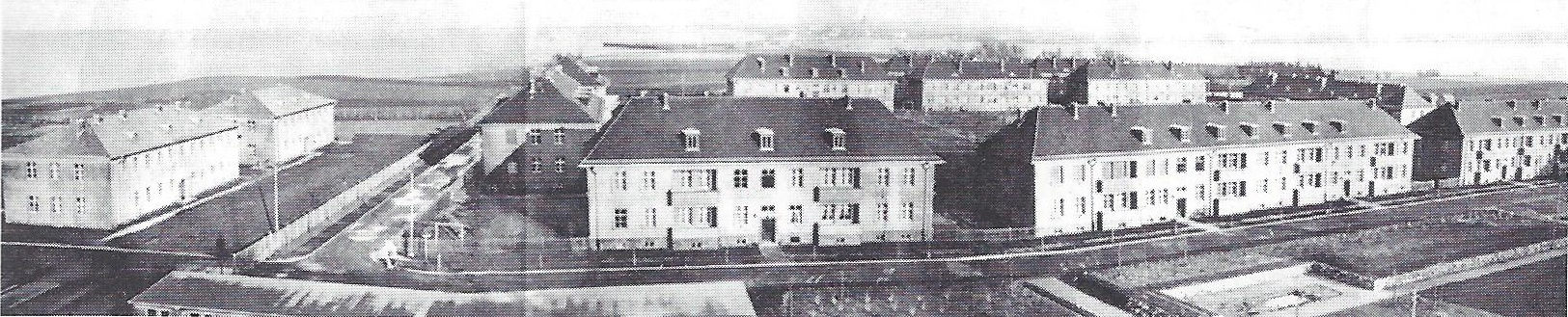
Kazernes in de soldatenstad Wustrow, begin 1936
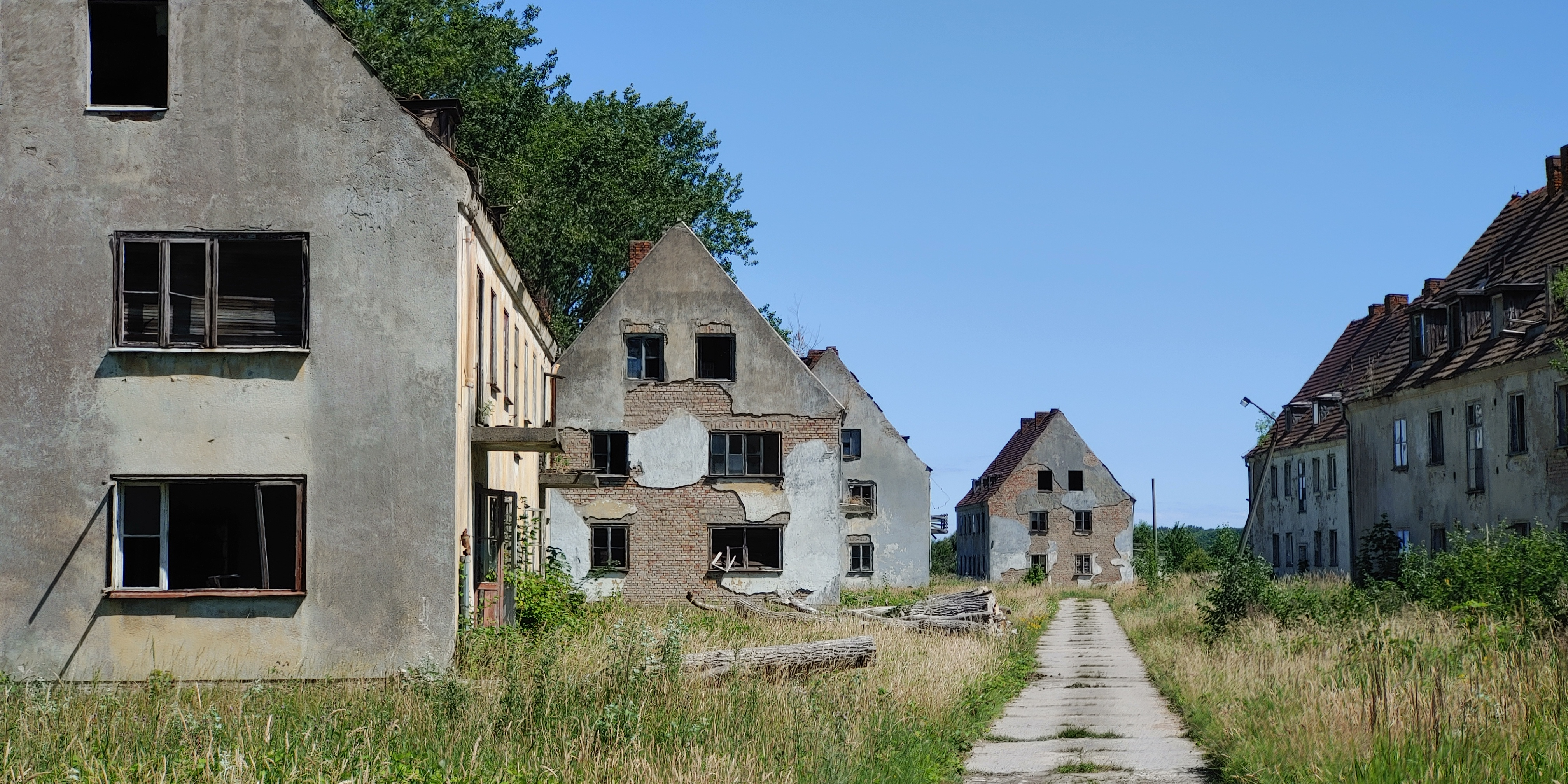
Wustrow in juli 2022, grotendeels verlaten

Tot de gemeente behoort een 10 km2 groot schiereiland in de Oostzee met de naam Wustrow, ten westen van de plaats Rerik zelf. Het schiereiland is in de periode van Nazi-Duitsland (1933-1945) volgebouwd met kazernes (bezetting: 3.000 militairen), een school om met FLAK-luchtdoelgeschut te leren omgaan,  en andere militaire gebouwen en installaties. Op 25 juli 1943 werd het complex door geallieerde vliegtuigen gebombardeerd, waarbij een onbekend gebleven aantal slachtoffers viel. In het voorjaar van 1945, aan het eind van de Tweede Wereldoorlog, werd het gebied veroverd door het Sovjet-Russische Rode Leger. In de DDR-periode (1949-1990) was het gebied een Russische militaire zone. Buitenstaanders mochten er niet komen. Na de Duitse hereniging in 1993 kwamen de kazernes e.d. leeg te staan; de gebouwen, die op gewone stadshuizen met drie verdiepingen lijken, staan er anno 2022 verlaten bij en vervallen langzaam; de grasvelden zijn met bos overwoekerd geraakt. Wegens het gevaar, dat nog op het terrein aanwezige munitie zou kunnen ontploffen, is het gebied verboden toegang. De toekomstige bestemming ervan is anno 2022 onduidelijk; een investeringsmaatschappij wilde er een vakantieoord met hotels en vakantiehuisjes van maken, maar kreeg van de lokale overheid hiervoor geen toestemming. De wegen in de omgeving zouden te veel autoverkeer te verwerken krijgen. Een klein gedeelte in het westen van het schiereiland Wustrow is na de val van de Muur een natuurreservaat geworden.

## Bezienswaardigheden
- Rerik is een badplaats aan de Oostzee en beschikt ook over enige toeristische faciliteiten, die bij een kuuroord passen, zoals een Kurhaus en een Kurpark. De pier (Seebrücke) bij Rerik is wegens bouwvalligheid voor het publiek gesloten.
- De inham Salzhaff, die enigszins beschut ligt, leent zich voor watersporten als surfen en zeilen. Langs de oevers van dit Salzhaff strekken zich ecologisch waardevolle vogelreservaten uit, waaronder kwelders.
- Het duin Schmiedeberg bij Rerik is een geliefd uitzichtpunt.
- Uit het midden van de 13e eeuw dateert de evangelisch-lutherse St. Johanneskerk. Het interieur, dat ten dele uit de 17e en 18e eeuw dateert, en kenmerken van de barok vertoont, is zeer bezienswaardig. De massieve toren van de kerk dateert uit de 15e eeuw en was in het verleden tevens een vuurtoren.
- Landgoed Roggow is weliswaar niet te bezichtigen, maar op het terrein zijn voor de toerist wel enkele vakantie-appartementen of -huisjes beschikbaar.

## Afbeeldingen

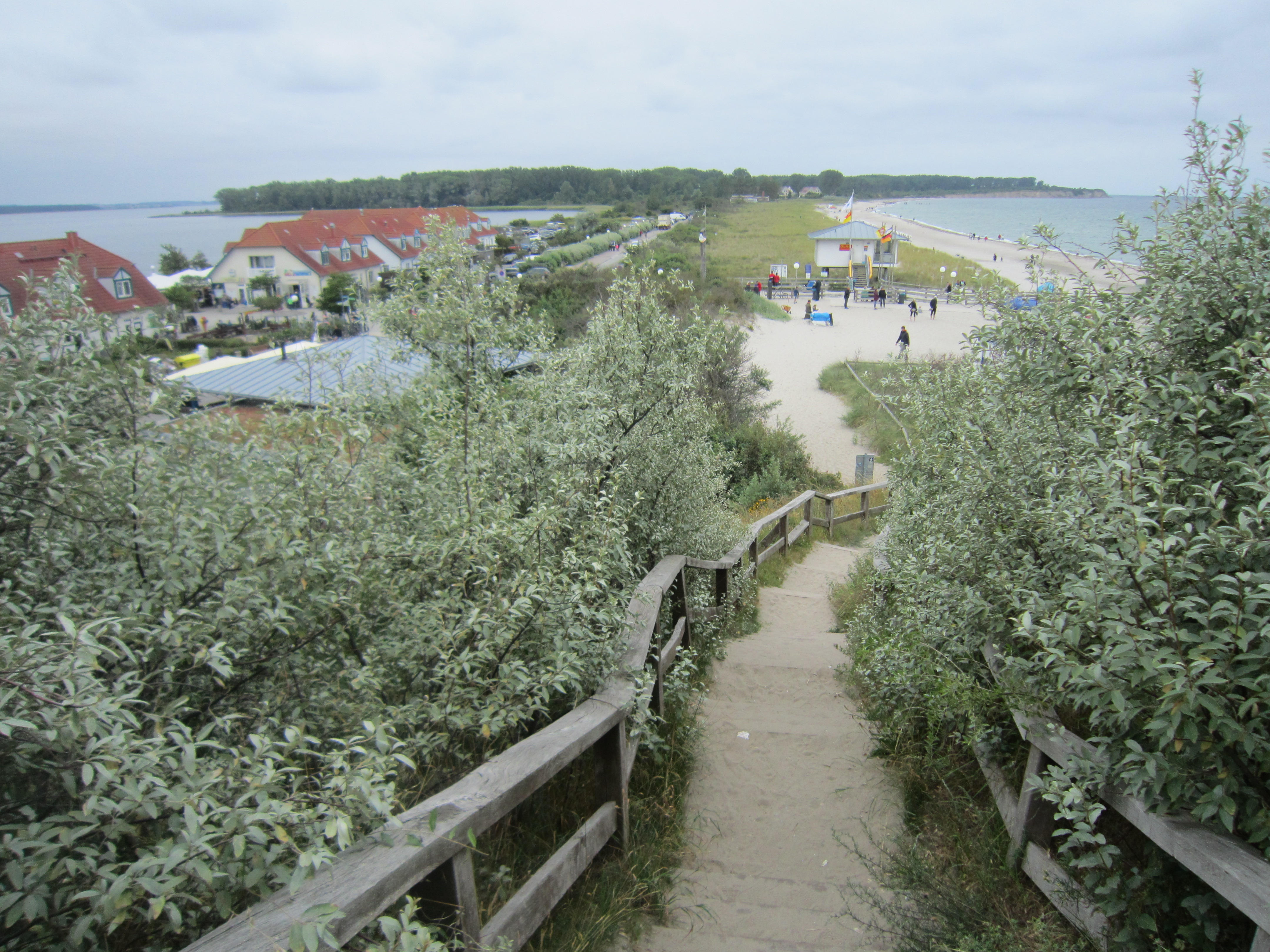
Uitzicht vanaf de Schmiedeberg: links het Salzhaff, rechts de Oostzee
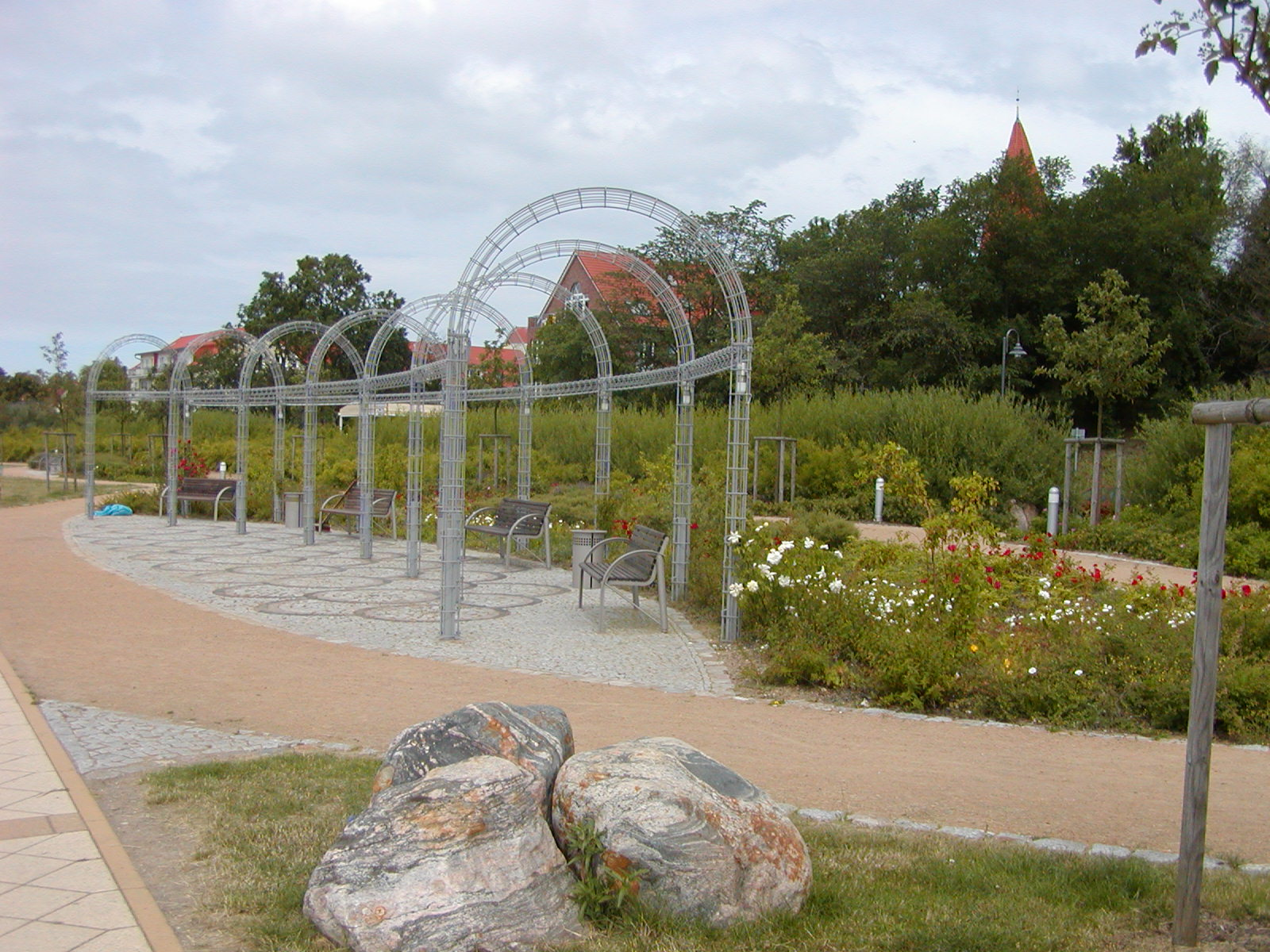
Promenade
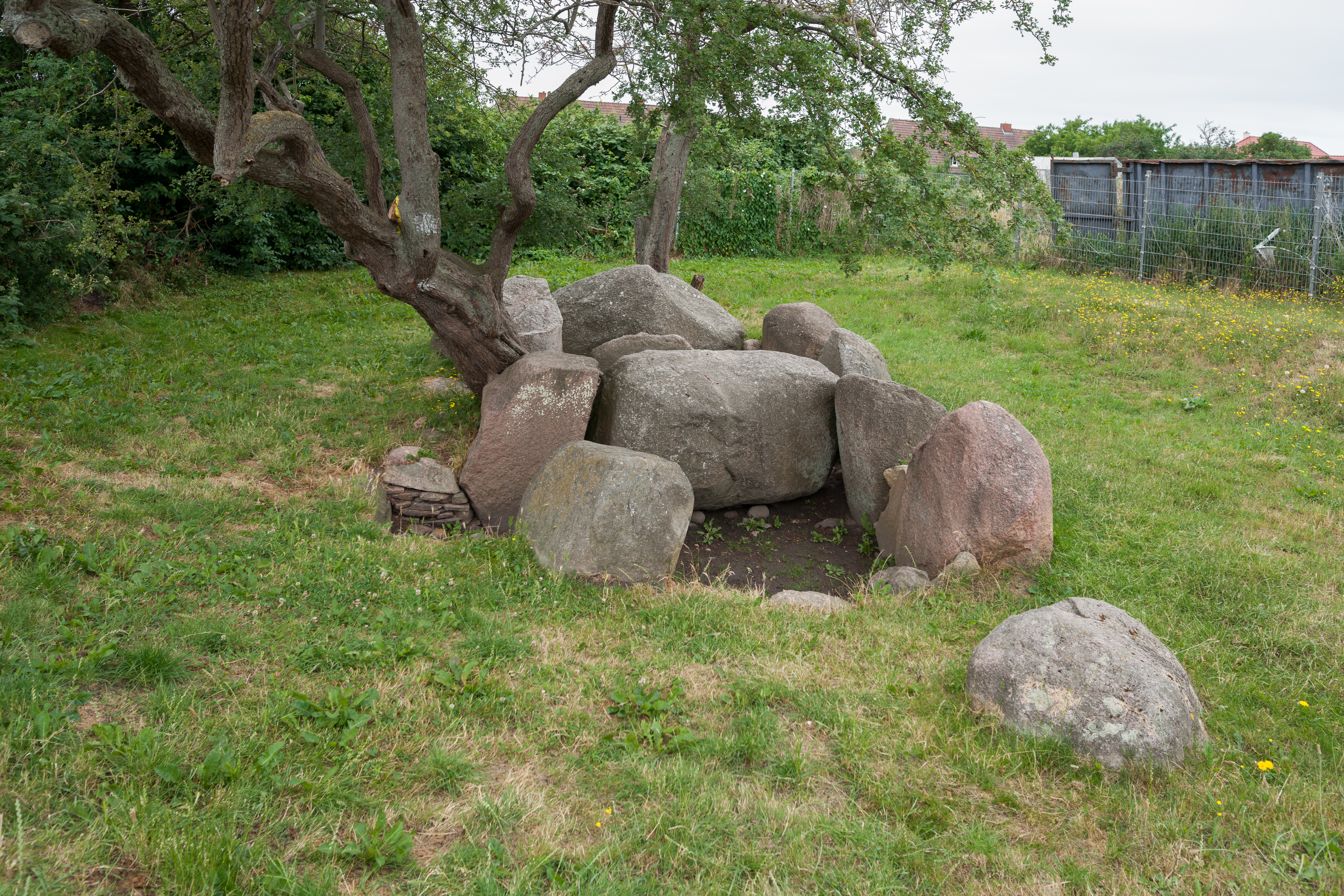
Ganggraf Neu-Gaarz, Sprockhoff-nummer 325
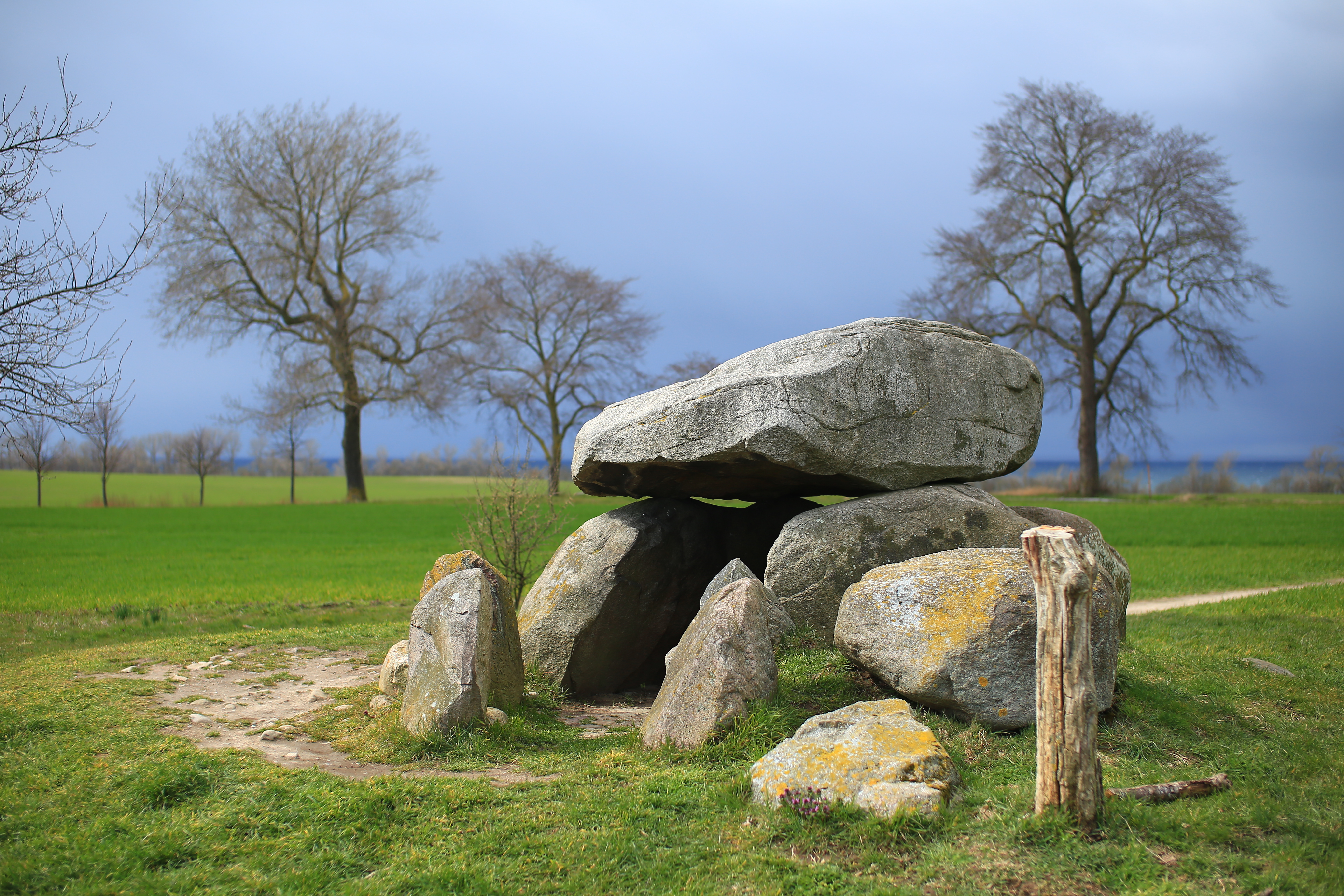
Dolmen Urdolmen van Neu-Gaarz, Sprockhoff-nr. 326
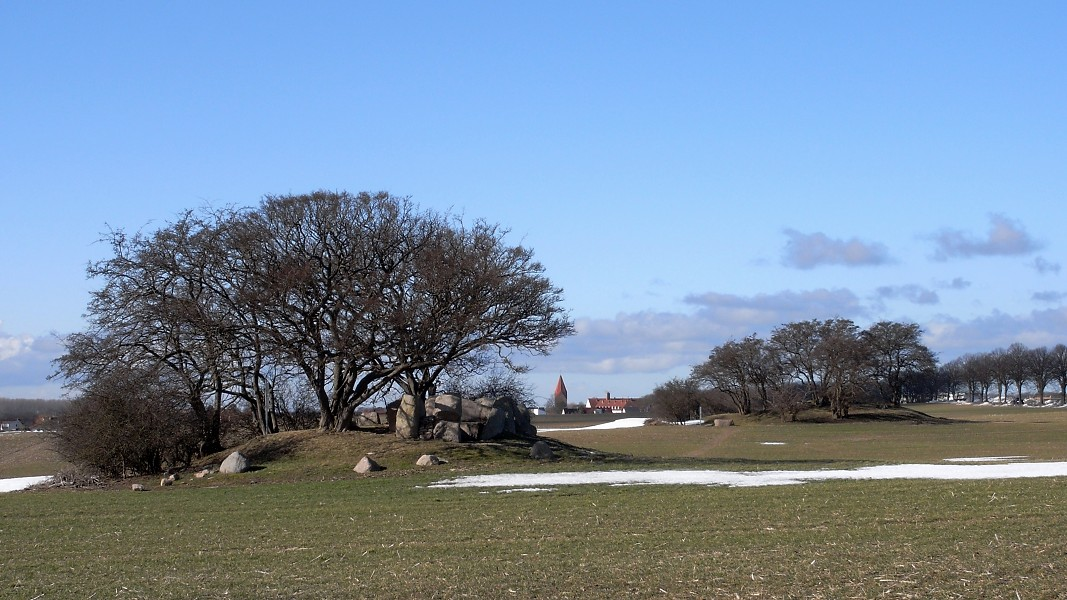
Großsteingräber Gaarzerhof, Sprockhoff-nrs. 327 en 328
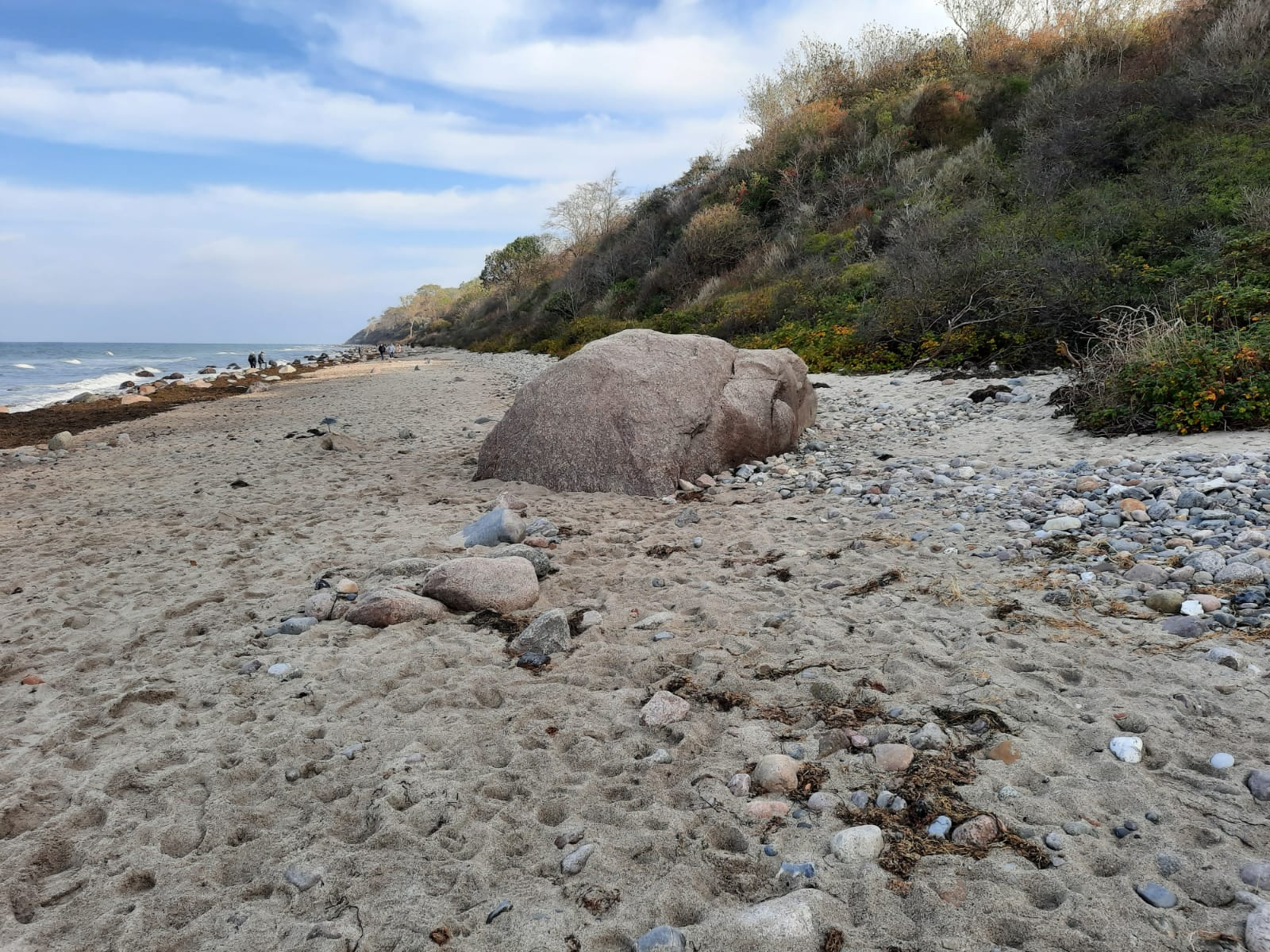
Zwerfsteen Olifantssteen aan de Oostzeekust, 700 m ten NO van Rerik; beschermd natuurmonument
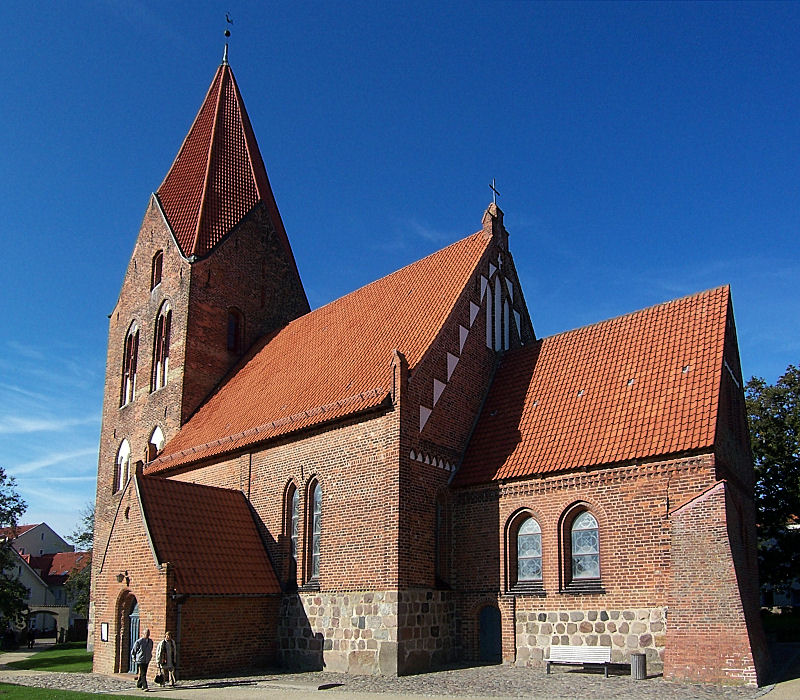
Evang.-lutherse St. Johanneskerk van Rerik
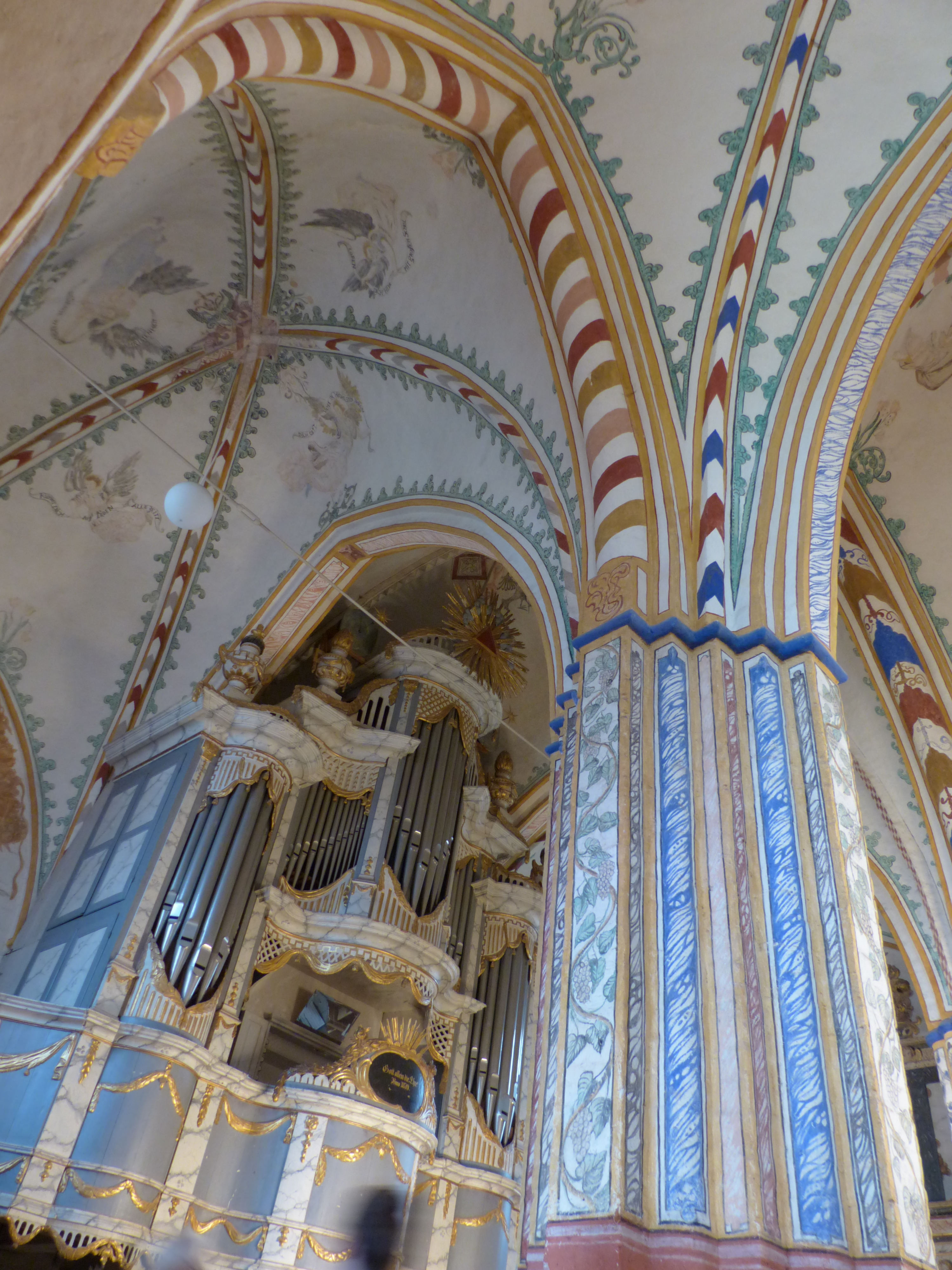
Kerkorgel (deels uit 1793) in dit kerkgebouw
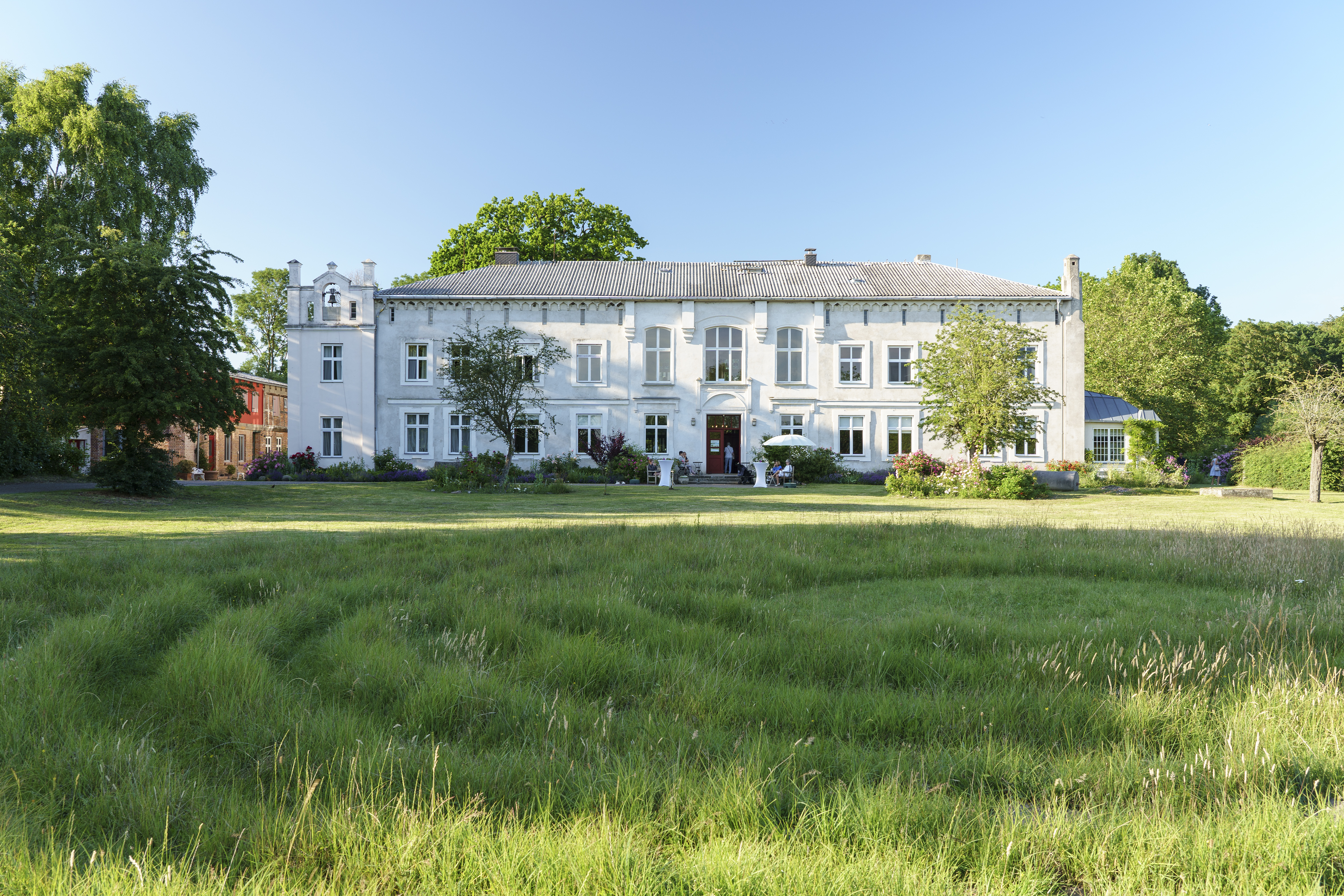
Landhuis Gut Roggow, 3½ km ten zuiden van Rerik
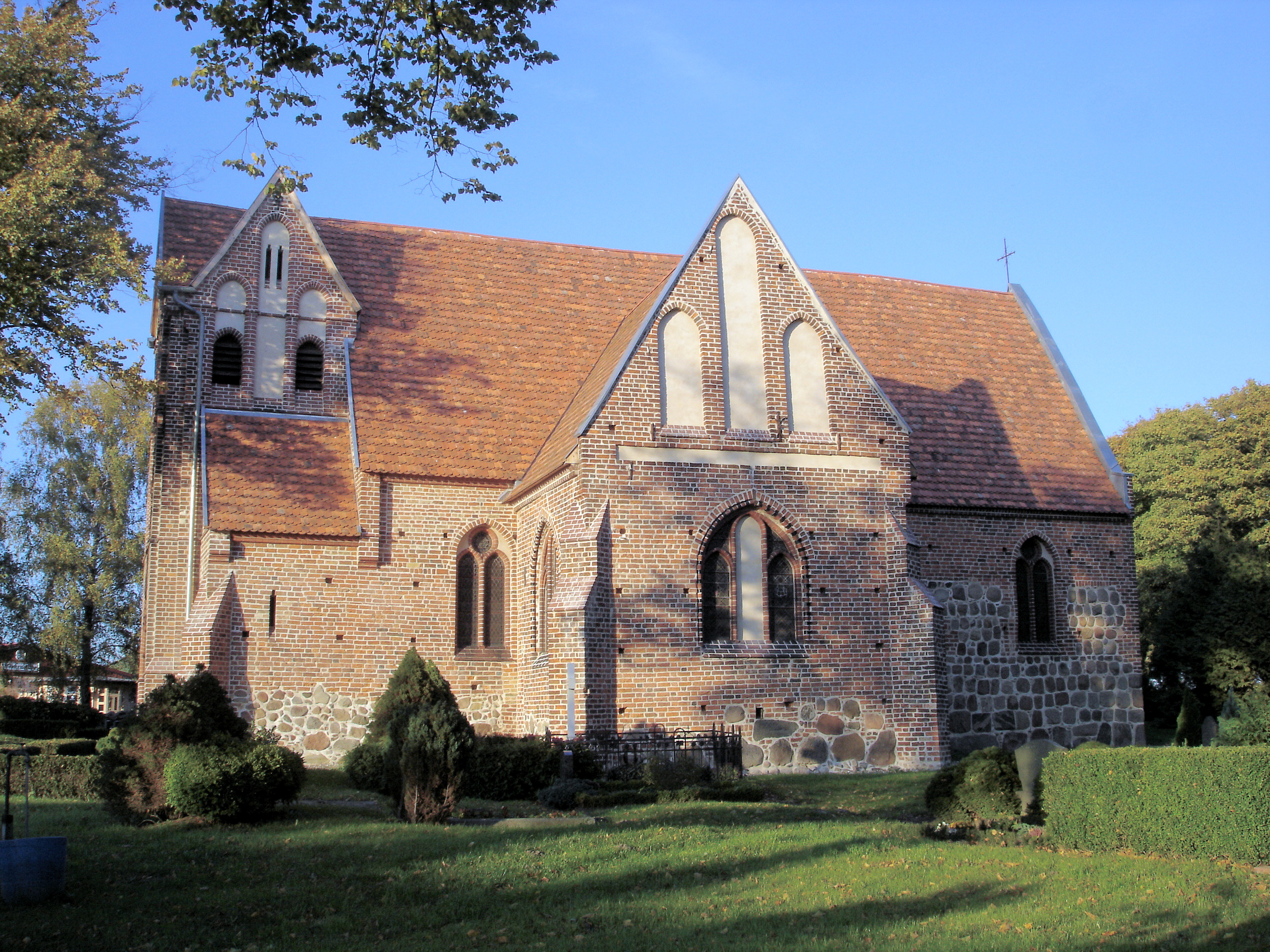
Evang.-lutherse dorpskerk van Russow

## Bekende personen in relatie tot de gemeente
- Waarschijnlijk de belangrijkste telg uit het op landgoed Roggow residerende adellijke geslacht Von Oertzen was Fortunat von Oertzen, (1842-1922), die  voor het Groothertogdom Mecklenburg-Schwerin een succesvol diplomaat en bestuursfunctionaris was.
- Günther Uecker (Wendorf, 13 maart 1930), beeldend kunstenaar, woonde als kind van 1936-1945, en later in een tent van 2002-2008, op het schiereiland Wustrow bij Rerik; ereburger van Rerik
- Rotraut (geb. 27 november 1938 in Rerik als Rotraut Uecker), jongere zus van Günther Uecker, beeldend kunstenares (o.a. reliëfs en keramiek), in het eerste halfjaar 1962 getrouwd geweest met Yves Klein, totdat deze overleed, en daaruit moeder geworden van een zoon, die zich ook aan de beeldende kunst wijdde; daarna is Rotraut verhuisd naar de Verenigde Staten; zij exposeerde in 1964 in Galerie Amstel te Amsterdam.

## Trivia
In 1957 schreef Alfred Andersch de roman Sansibar oder der letzte Grund, over een ontsnapping over de Oostzee naar Zweden van o.a. een door de nazi's vervolgde Joodse vrouw, samen met een als Entartete Kunst beschouwde sculptuur. De handeling van dit boek speelt zich ten dele af in Rerik.
Admannshagen-Bargeshagen ·
Alt Bukow ·
Alt Sührkow ·
Altkalen ·
Am Salzhaff ·
Bad Doberan ·
Bartenshagen-Parkentin ·
Bastorf ·
Baumgarten ·
Behren-Lübchin ·
Benitz ·
Bentwisch ·
Bernitt ·
Biendorf ·
Blankenhagen ·
Boddin ·
Broderstorf ·
Bröbberow ·
Börgerende-Rethwisch ·
Bützow ·
Cammin ·
Carinerland ·
Dahmen ·
Dalkendorf ·
Diekhof ·
Dobbin-Linstow ·
Dolgen am See ·
Dreetz ·
Dummerstorf ·
Elmenhorst/Lichtenhagen ·
Finkenthal ·
Gelbensande ·
Glasewitz ·
Gnewitz ·
Gnoien ·
Graal-Müritz ·
Grammow ·
Groß Roge ·
Groß Schwiesow ·
Groß Wokern ·
Groß Wüstenfelde ·
Gutow ·
Gülzow-Prüzen ·
Güstrow ·
Hohen Demzin ·
Hohen Sprenz ·
Hohenfelde ·
Hoppenrade ·
Jördenstorf ·
Jürgenshagen ·
Kassow ·
Kirch Mulsow ·
Klein Belitz ·
Klein Upahl ·
Krakow am See ·
Kritzmow ·
Kröpelin ·
Kuchelmiß ·
Kuhs ·
Kühlungsborn ·
Laage ·
Lalendorf ·
Lambrechtshagen ·
Lelkendorf ·
Lohmen ·
Lühburg ·
Lüssow ·
Mistorf ·
Mönchhagen ·
Mühl Rosin ·
Neubukow ·
Nienhagen ·
Nustrow ·
Papendorf ·
Penzin ·
Plaaz ·
Poppendorf ·
Prebberede ·
Pölchow ·
Reddelich ·
Reimershagen ·
Rerik ·
Retschow ·
Roggentin ·
Rukieten ·
Rövershagen ·
Rühn ·
Sanitz ·
Sarmstorf ·
Satow ·
Schorssow ·
Schwaan ·
Schwasdorf ·
Selpin ·
Steffenshagen ·
Steinhagen ·
Stubbendorf ·
Stäbelow ·
Sukow-Levitzow ·
Tarnow ·
Tessin ·
Teterow ·
Thelkow ·
Thulendorf ·
Thürkow ·
Vorbeck ·
Walkendorf ·
Wardow ·
Warnkenhagen ·
Warnow ·
Wiendorf ·
Wittenbeck ·
Zarnewanz ·
Zehna ·
Zepelin ·
Ziesendorf